# Kamen
Kamen (russisk: Камень) er en russisk spillefilm fra 2012 af Vjatjeslav Kaminskij.

## Medvirkende
- Sergej Svetlakov - Pjotr Naidjonov
- Olesja Sudzilovskaja - Natalija Girejeva
- Nikolaj Kozak - Vladimir Giryejev
- Aleksandr Kolesnikov - Kolja Girejev
- Valda Bichkute - Valja